# Schlacht bei Myriokephalon
Manzikert – Myriokephalon – Antiochia
Die Schlacht bei Myriokephalon war eine Auseinandersetzung zwischen dem Byzantinischen Reich und dem Sultanat der Rum-Seldschuken in Phrygien; sie fand am 17. September 1176 statt.

## Hintergrund
Manuel I. Komnenos und der seldschukische Sultan von Rum, Kılıç Arslan II. hielten in den 1170er Jahren Frieden miteinander. Es war ein fragiler Friede, da die Seldschuken nach Westen drängten, tiefer nach Kleinasien hinein, während die Byzantiner Gebiet im Osten zurückerobern wollten, das sie in den Byzantinisch-Seldschukischen Kriegen hundert Jahre zuvor verloren hatten. Allerdings brachte die Großmachtpolitik des Kaisers Byzanz an den Rand der Erschöpfung. Manuel war zwar in der Lage, Kilikien zurückzuerobern und seine Macht auf das Fürstentum Antiochia auszudehnen. Hierbei kam ihm auch der Tod des Atabegs Nur ad-Dins von Aleppo 1174 zugute, der aus der türkischen Dynastie der Zengiden stammte und mit den Seldschuken verbündet war. Da dessen Sohn und nomineller Nachfolger bei seinem Tod aber erst 11 Jahre alt war und der andere Nachfolger Saladin sein Hauptaugenmerk auf Ägypten und somit gegen die Kreuzfahrerstaaten legte, hatten die Seldschuken keinen starken Verbündeten mehr. 1175 weigerte sich Kılıç Arslan II. aber trotzdem, Gebiete zurückzugeben, die er dem gemeinsamen Feind, den (ebenfalls turkstämmigen) Danischmenden, abgenommen hatte.

## Vorbereitung
Manuel sammelte eine Armee, die angeblich so groß war, dass sie sich über 10 Meilen erstreckte, und marschierte mit ihr zur seldschukischen Grenze. Arslan versuchte mit Manuel zu verhandeln, der aber seine Übermacht so hoch einschätzte, dass er einen neuen Frieden zurückwies. Einen Teil der Armee schickte er unter Andronikos Batatzes Richtung Amasia (Amasya) der größere Rest wandte sich Richtung Ikonion (Konya). Beide Routen lagen auf waldreichen Strecken, wo die Türken sich einfach verstecken und Hinterhalte anlegen konnten. Batatzes’ Armee wurde in einem solchen Hinterhalt vernichtet, Kılıç Arslan II. wurde der Kopf des Befehlshabers zugeschickt.
Die Türken vernichteten darüber hinaus die Ernte und vergifteten die Brunnen, um Manuels Vormarsch zu erschweren (siehe Taktik der verbrannten Erde). Arslan schikanierte die byzantinische Armee und versuchte, sie in das Mäandertal und insbesondere auf den Engpass bei der zerstörten Festung Myriokephalon zu locken. Hier entschied sich Manuel zum Angriff, obwohl er weitere Hinterhalte befürchten musste und es hätte versuchen können, die Türken in der nahegelegenen Ebene von Philomelion zu stellen.

## Die Schlacht
Manuel hatte rund 25.000 Männer zur Verfügung (es können aber auch 50.000 gewesen sein), darunter eine Truppe aus dem Fürstentum Antiochia und ungarische Soldaten. Das Heer wurde in eine Infanterie-Vorhut, Kavallerie, Bogenschützen und eine Infanterie-Nachhut aufgeteilt. Den rechten Flügel führte Balduin von Antiochia, der Sohn des Raimund von Poitiers und Schwager Manuels, den linken Johannes Kantakuzenos. Die Nachhut befehligte Manuel selbst. Arslan wird etwa die gleiche Truppenstärke gehabt haben, auch hier ist die genaue Zahl unbekannt. Die byzantinische Vorhut war die erste, die auf die seldschukischen Truppen traf, kam aber mit nur wenig Verlusten durch den Pass, da die Türken offenbar ihre Vorbereitungen noch nicht abgeschlossen hatten. Als die Vorhut das Ende des Passes erreicht hatte, war die von Andronikos Kontostephanos geführte Nachhut gerade dabei, ihn zu betreten – die Türken hatten mittlerweile die Flanken des Passes besetzt, und die Byzantiner befanden sich fast vollständig in der Falle. Die Seldschuken griffen den rechten Flügel zuerst an, dem sie große Verluste zufügten; auch Balduin zählte zu den Gefallenen. Die Soldaten standen so dicht gedrängt, dass die sich selbst kaum bewegen konnten.
Manuel wurde offenbar von Panik ergriffen und floh vom Pass. Das Hauptheer versuchte, ihm zu folgen, sah aber den Rückweg durch den eigenen Tross versperrt. Nur wenigen gelang die Flucht. Als die Nacht hereinbrach, boten die Türken einen Waffenstillstand an, unter der Bedingung, dass Manuel, ohne zu zögern, abziehe und die Festungen bei Dorylaion und Subläon schleife. Als der Kaiser akzeptierte, durfte die ungeschlagene Vorhut durch den Pass zurückkehren.

## Folgen
Manuels Kriegsmaschinen waren zerstört worden und wurden nie wieder ersetzt. Manuel selbst verglich die Niederlage mit Manzikert. Tatsächlich aber ruinierte diese Schlacht wohl (anders als oft angenommen) bei weitem nicht die byzantinische Armee, die wenig später bereits wieder auf dem Balkan kämpfte. Obwohl Kılıç Arslan II. lange brauchte, um zu begreifen, was dieser Sieg wert war, begann sich das Gleichgewicht zwischen den beiden Mächten – wie nach Manzikert – zu verschieben: Manuel griff die Türken nie wieder an, die andererseits immer weiter nach Westen vordrangen, tief in byzantinisches Gebiet hinein.
Myriokephalon war eher ein psychologischer als ein militärischer Schlag. Die Armee wurde schnell wieder durch Söldner aufgestockt und konnte 1177 einige Gebiete zurückgewinnen. Manuel beschränkte sich bis zu seinem Tod 1180 darauf, den Seldschuken in kleineren Gefechten gegenüberzutreten. Seine Politik hatte Byzanz äußerlich erfolgreich erscheinen lassen, doch im Inneren zeigten sich deutliche Krisensymptome. Keine 30 Jahre nach der Schlacht von Myriokephalon beendete die Eroberung Konstantinopels durch die Kreuzfahrer endgültig die Zeit, in der Byzanz eine Großmacht war.
Das Ergebnis der Schlacht von Myriokephalon war, dass die Türken nicht mehr aus Anatolien vertrieben werden konnten. Die byzantinische Gegenoffensive nach Manzikert hatte ihren Höhepunkt erreicht und war gescheitert. Dennoch hielten die Byzantiner Teile von Westkleinasien noch etwa für weitere 120 Jahre, bis die türkischen Osmanen Anatolien in der ersten Hälfte des 15. Jahrhunderts vollkommen und endgültig eroberten.